# Casa Baldric
La casa Baldric és un edifici del Morell (Tarragonès) protegit com a bé cultural d'interès local.

## Descripció
La casa Baldric del carrer Major està en un estat de conservació molt deficient, el que faria precís la seva restauració. Aquesta, té planta baixa amb una porta principal emmarcada per un arc adovellat de grans dimensions, a la qual es poden apreciar les diferents transformacions sofertes per l'immoble al llarg dels anys. El pis principal presenta finestres quadrades, els marcs de les quals estan emmarcats per motllures. Les golfes tenen restes de galeria correguda. A un angle sobresurt cap al carrer del Pou.

## Història
Els Baldric han estat una de les famílies més importants de El Morell, això es veu a la quantitat de vegades que apareixen als documents i gràcies, per descomptat, a les seves cases. L'edifici fou legat, pel seu pare, a Pere Baldric. Aquest posà una saboneria, situada al carrer Major i la bassa (1514). El seu germà Antoni heretà la casa del carrer Mestres, que actualment es pot apreciar que està molt transformada i el seu fill Francesc heretà la casa i heretada de Vilallonga